# ليوناردو باسو
ليوناردو باسو (بالإيطالية: Leonardo Basso)‏ هو دراج إيطالي، ولد في 25 ديسمبر 1993 في كاستلفرانكو فينيتو في إيطاليا.

## سباقات أو مراحل فاز بها
| التاريخ        | السباق                          | المركز                  |
| -------------- | ------------------------------- | ----------------------- |
| 25 يناير 2018  | تروفيو سيس سالينس 2018          | التاسع في التصنيف العام |
| 28 يناير 2018  | تروفيو بالما 2018               | التاسع في التصنيف العام |
| 16 سبتمبر 2018 | كوبا بيرنوشي 2018               | الخامس في التصنيف العام |
| 07 أكتوبر 2018 | Gran Premio Bruno Beghelli 2018 | السابع في التصنيف العام |

## وصلات خارجية
- ليوناردو باسو على موقع الاتحاد الدولي للدراجات (الإنجليزية)
- ليوناردو باسو على موقع إحصائيات الدراجات الإحترافية (الإنجليزية)
- ليوناردو باسو على موقع نسبة الدراجات (الإنجليزية)
- ليوناردو باسو على موقع CycleBase (الإنجليزية)